# コルディリネ属
コルディリネ属（コルディリネぞく、学名: Cordyline）とは、リュウゼツラン科（APG植物分類体系ではキジカクシ科ロマンドラ亜科 Lomandroideae）の属の1つ。コルディリーネ属ともいう。和名はセンネンボク属。
インド、オーストラリア、熱帯アフリカ、中国などに分布し、20種程度ある。ドラセナ属（Dracaena）とよく似ているので、園芸上は本属の植物も「ドラセナ」ということがある。

## 主な種

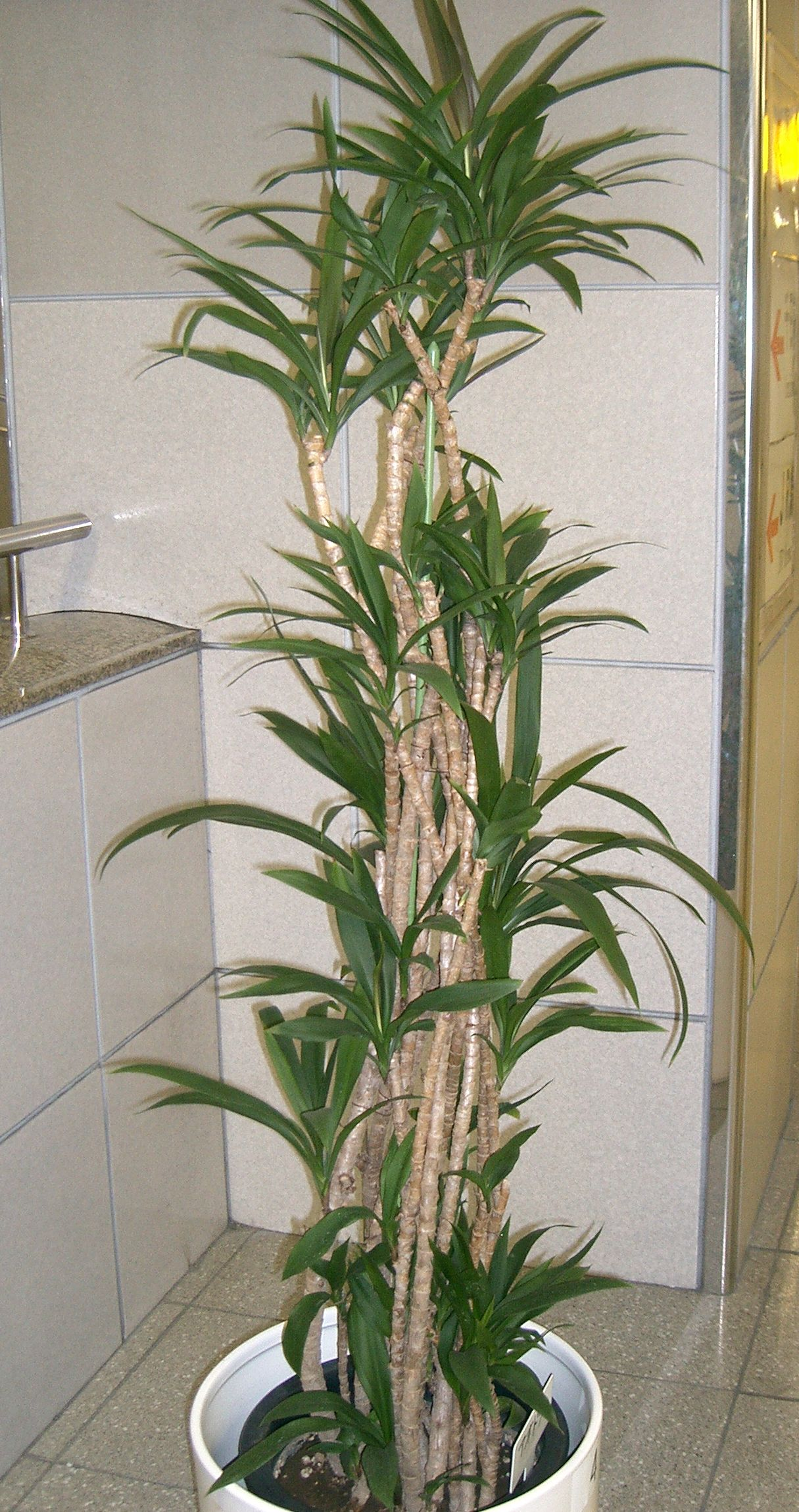
C. stricta
（コルディリネ・ストリクター、アオドラセナ）

| - コルディリネ・フルティコサ Cordyline fruticosa - 観葉植物としてよく栽培されており園芸品種も多い。シノニムでコルディリネ・テルミナリス（Cordyline terminalis）とも。本種の園芸品種ヒロバ（C. terminalis 'Hiroba'）は、本来のドラセナ（ドラセナ属）でないのにヒロバドラセナ、ヒロドラなどといわれている。 ティー（C. terminalis 'Ti'）はハワイでは神聖な木とされ、玄関先によく植えられるほか、フラの衣装やレイ、髪飾り、また料理の素材などとしても用いられる。（日本における「幸福の木（ドラセナ属のDracaena fragrans 'Massangeana'）」はこれが誤認されて定着したものである） - コルディリネ・ストリクター C. stricta - これも観葉植物としてよく栽培される。アオドラセナといわれることがある。 - コルディリネ・アウストラリス C. australis - 和名はニオイシュロランと呼ばれ、比較的耐寒性があるので庭木としても栽培される。日本国内においてはC. australis 'Red Star'が広く出回っている。 |

## 名称について
属名のCordylineは、Cordy（棍棒）＋Line（線）の合成語である。本属の植物の発達した根茎にちなんでいる

## ドラセナ属との関係
樹形が似た植物にユッカ、ドラセナ、ニューサイランがある。違いとしては以下の通り。だがここで上げる例はあくまで一例であり、全てに該当する訳では無い点に留意すること。

### ユッカ属とコルジリネ属の違い
ユッカ属（青年の木）の植物の葉は斜上しながら伸び、葉は固く先端は尖って触ると痛い種が多いのに対し、コルジリネ属の植物は葉先は触っても痛くない。また、ユッカ属はメキシコの砂漠地帯を中心とした中米付近が原産地である。

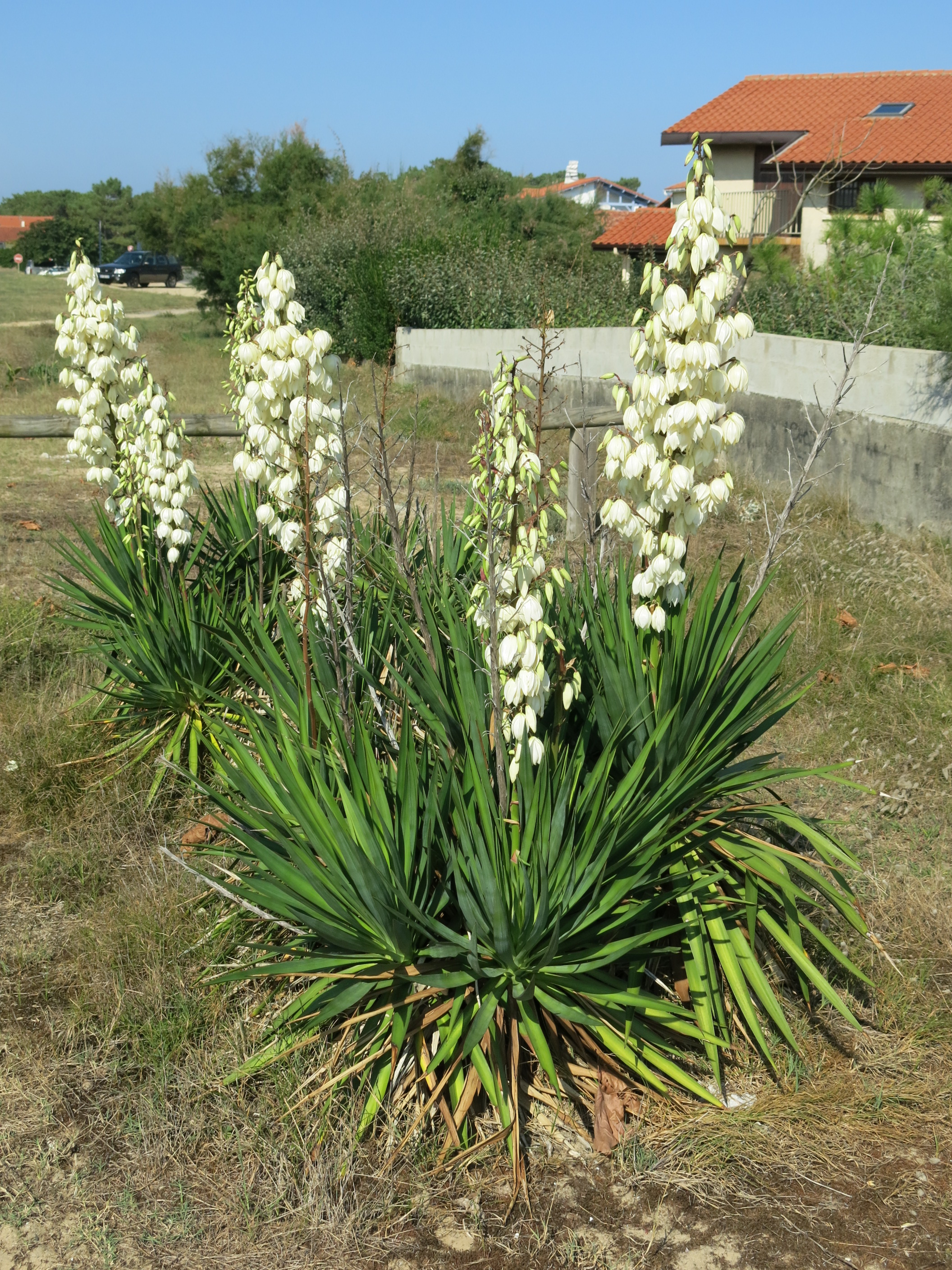
葉は鋭く尖り、放射状。花茎を直立させる。つぼ型の花が付く。
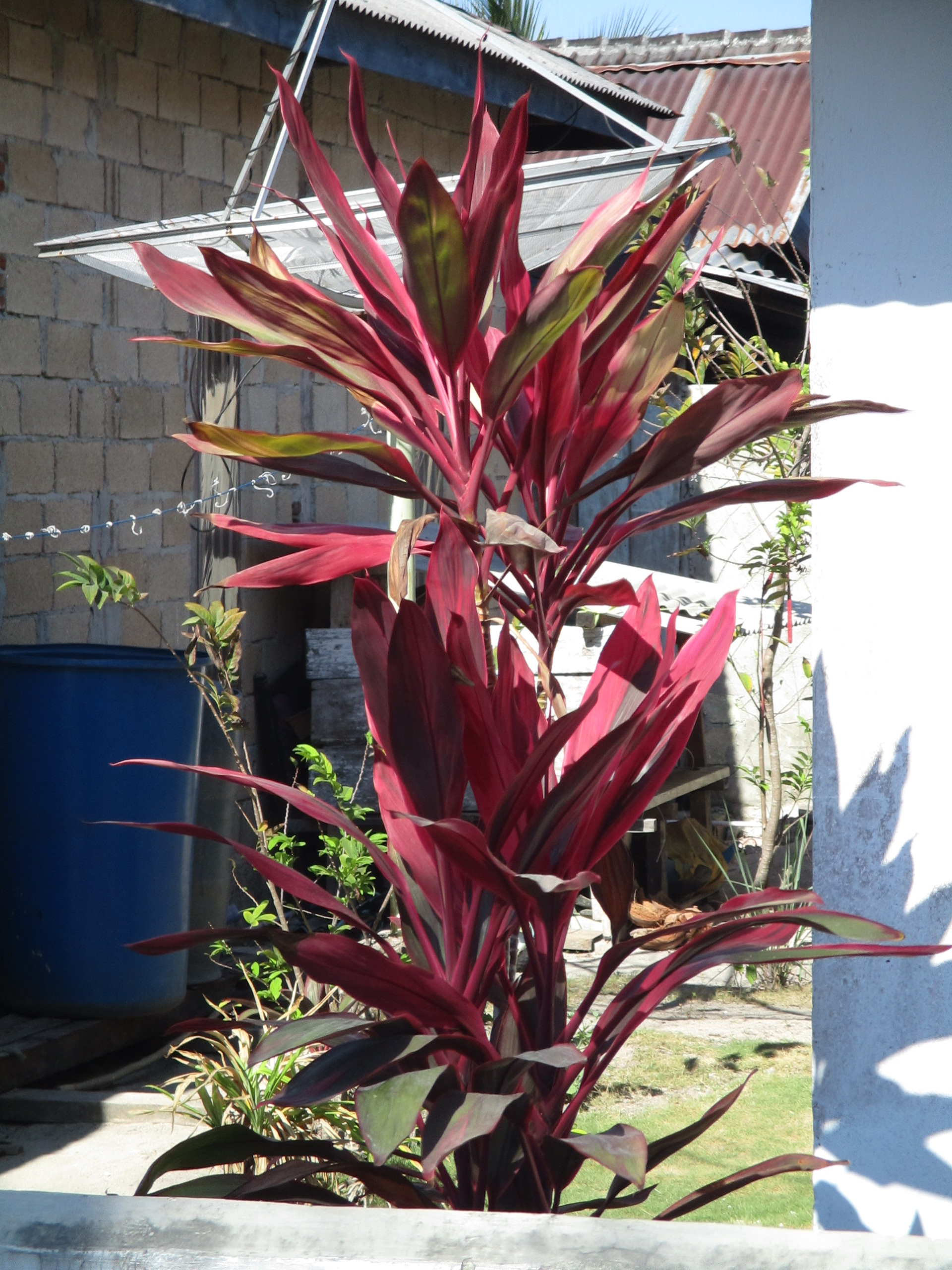
コルジリネ属は葉柄が目立ち、葉はやや下垂する
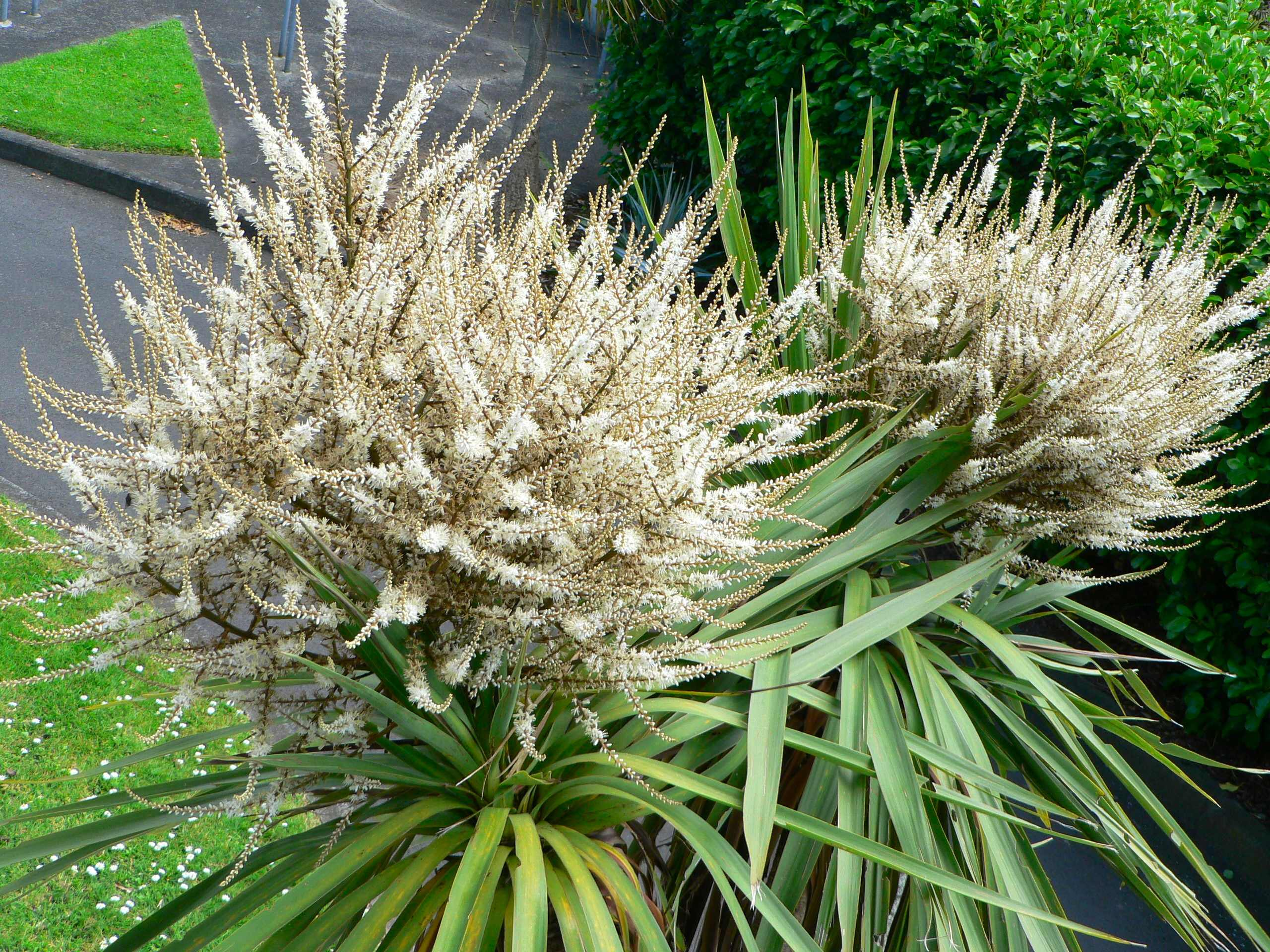
C.オーストラリス種の葉が下垂しない種もある。ただし花の付き方がやや異なる。
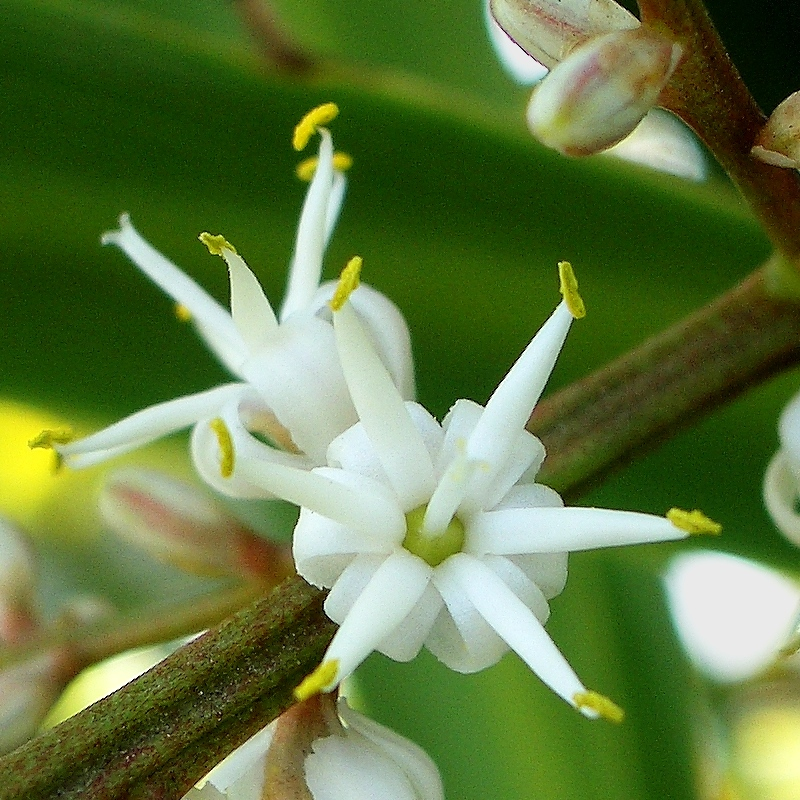
（オーストラリス種の花）花の形状はつぼ型ではない

### ニューサイラン属とコルジリネの違い
ニューサイランはそもそも草本なので幹を形成しない。生息域もニューサイランは名の通りニュージーランド周辺のみである。ただしコルジリネ属も一部ニュージーランドに自生しているのでややこしい。

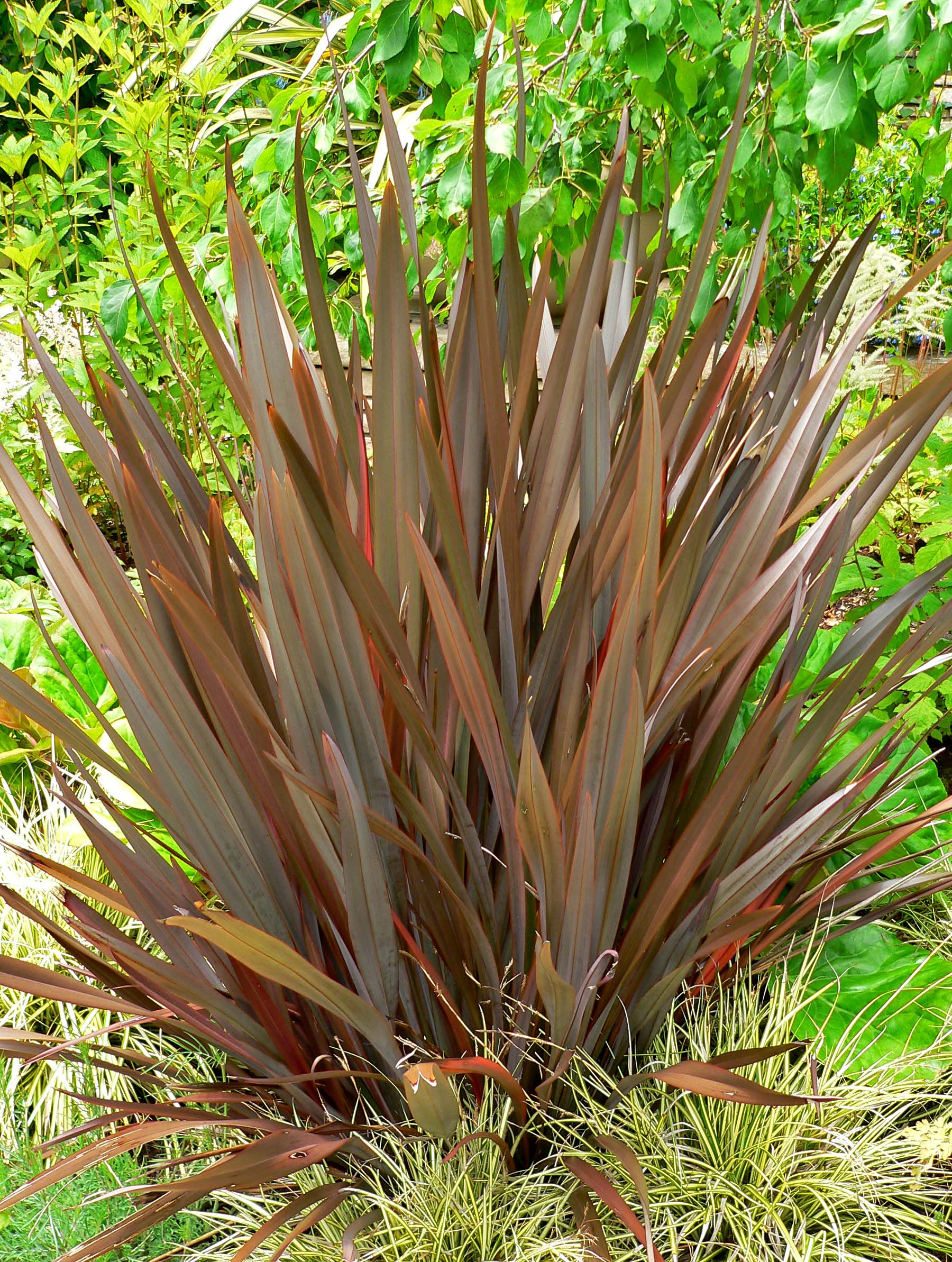
ニューライサン。幹を形成しない。
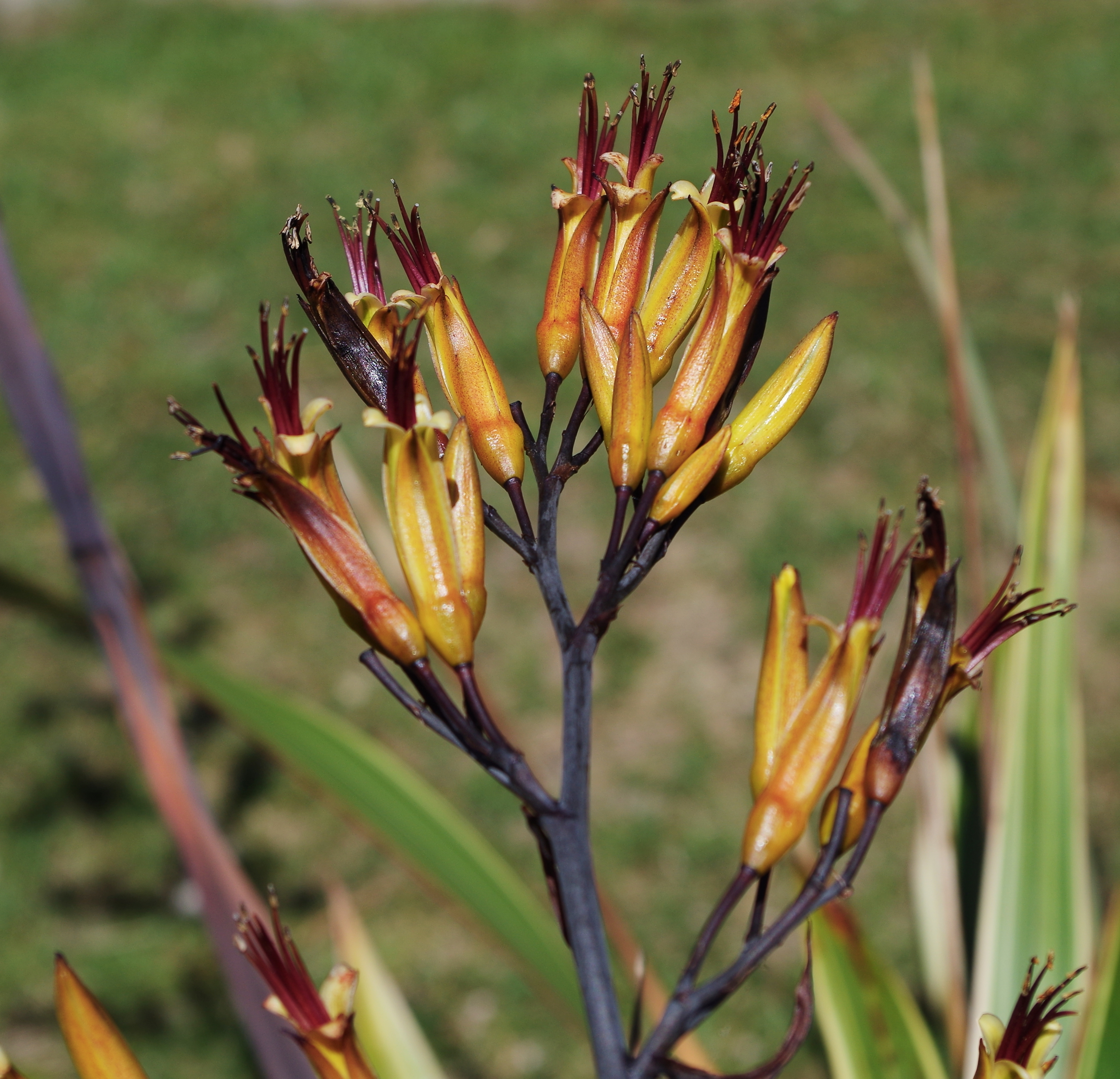
ニューサイランの花は上向きにつき、筒状。
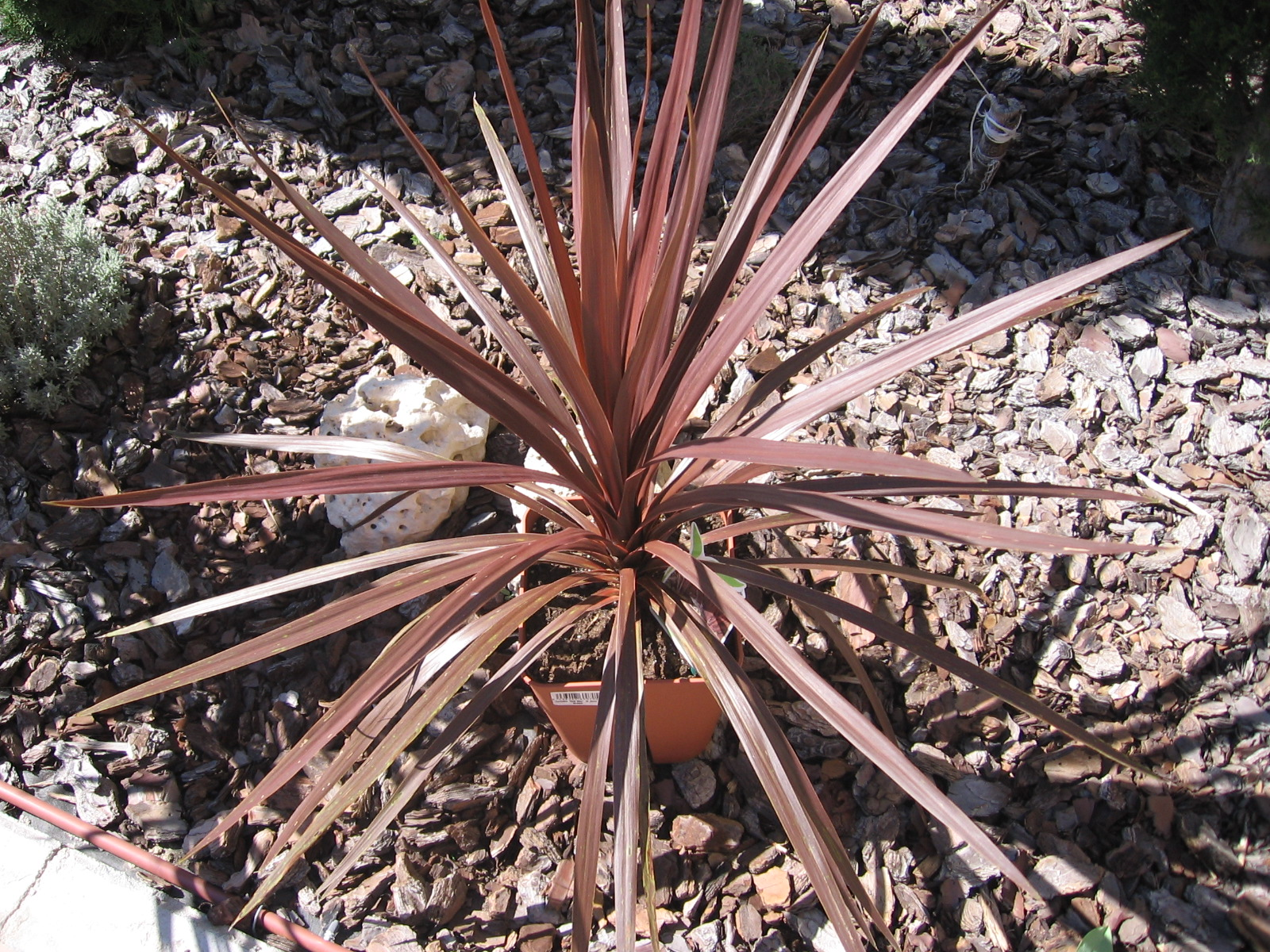
コルジリネ。分かりにくいが葉の下が木質化し幹になっている。
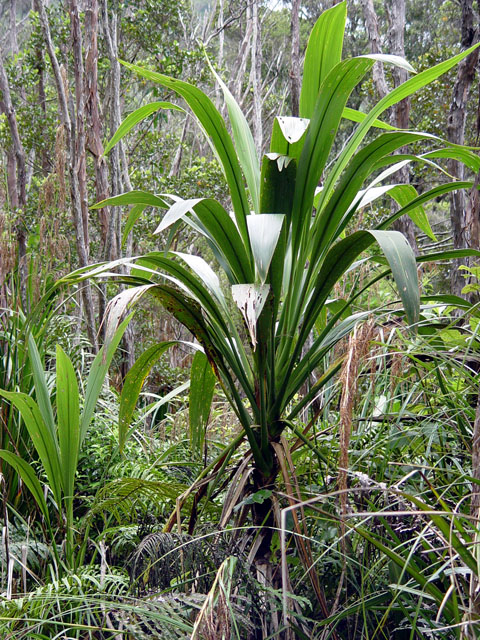
コルジリネ。葉の下に幹が形成されている。

### ドラセナ属とコルジリネ属の違い
コルジリネ属は太い根茎を持つがドラセナ属は根茎を持たない。また、コルジリネ属の植物は葉柄が目立つが、ドラセナ属の植物は葉柄が目立たない。花の付き方もやや異なる。そもそもドラセナ属にはサンセベリアやアロエ、ハオルチアに近い肉厚の葉を持つ種もあり、草姿、形態に富む。ただし判別は非常に難しい。

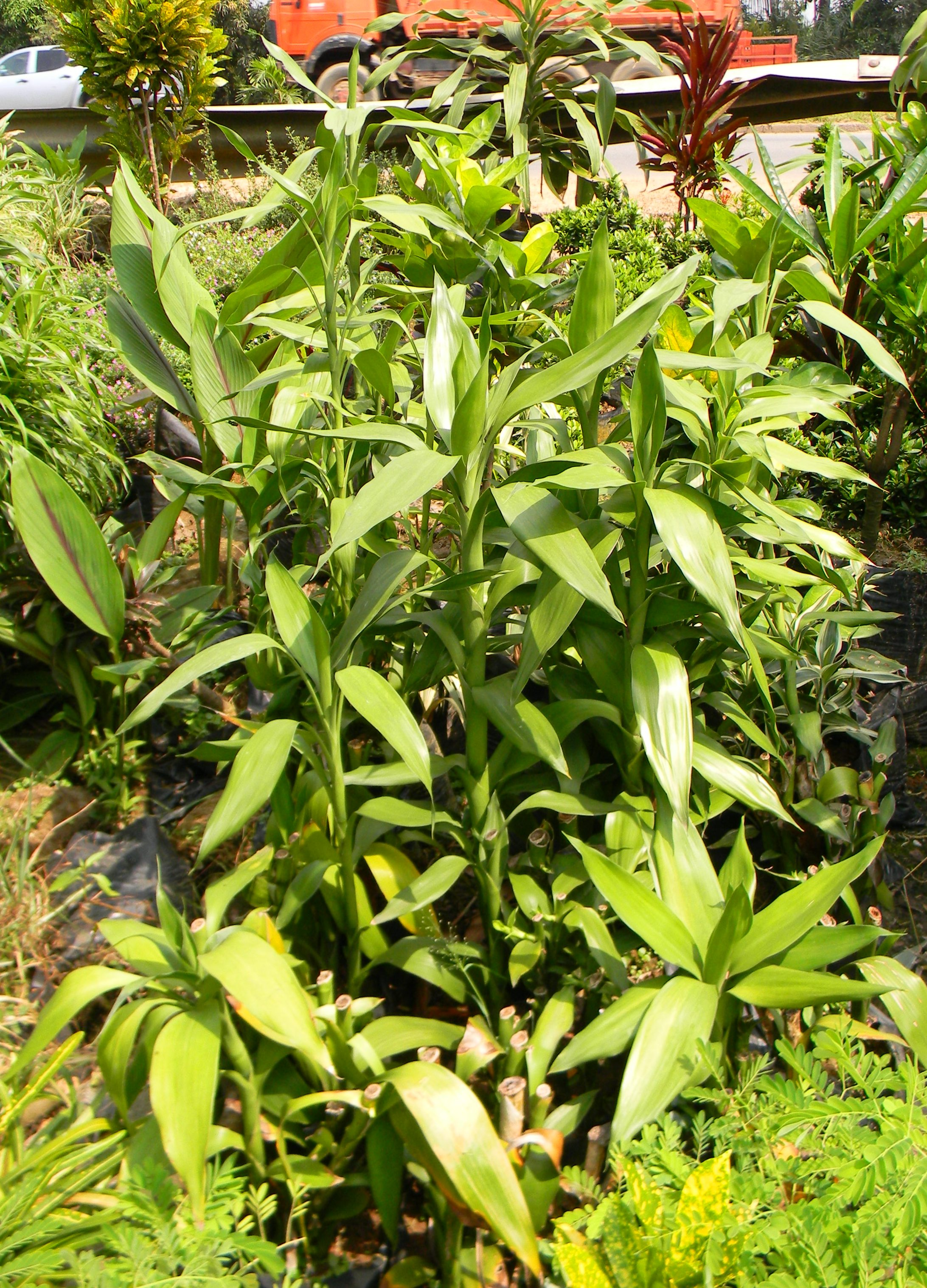
D.サンデリアーナ。葉柄の部分は見当たらない。
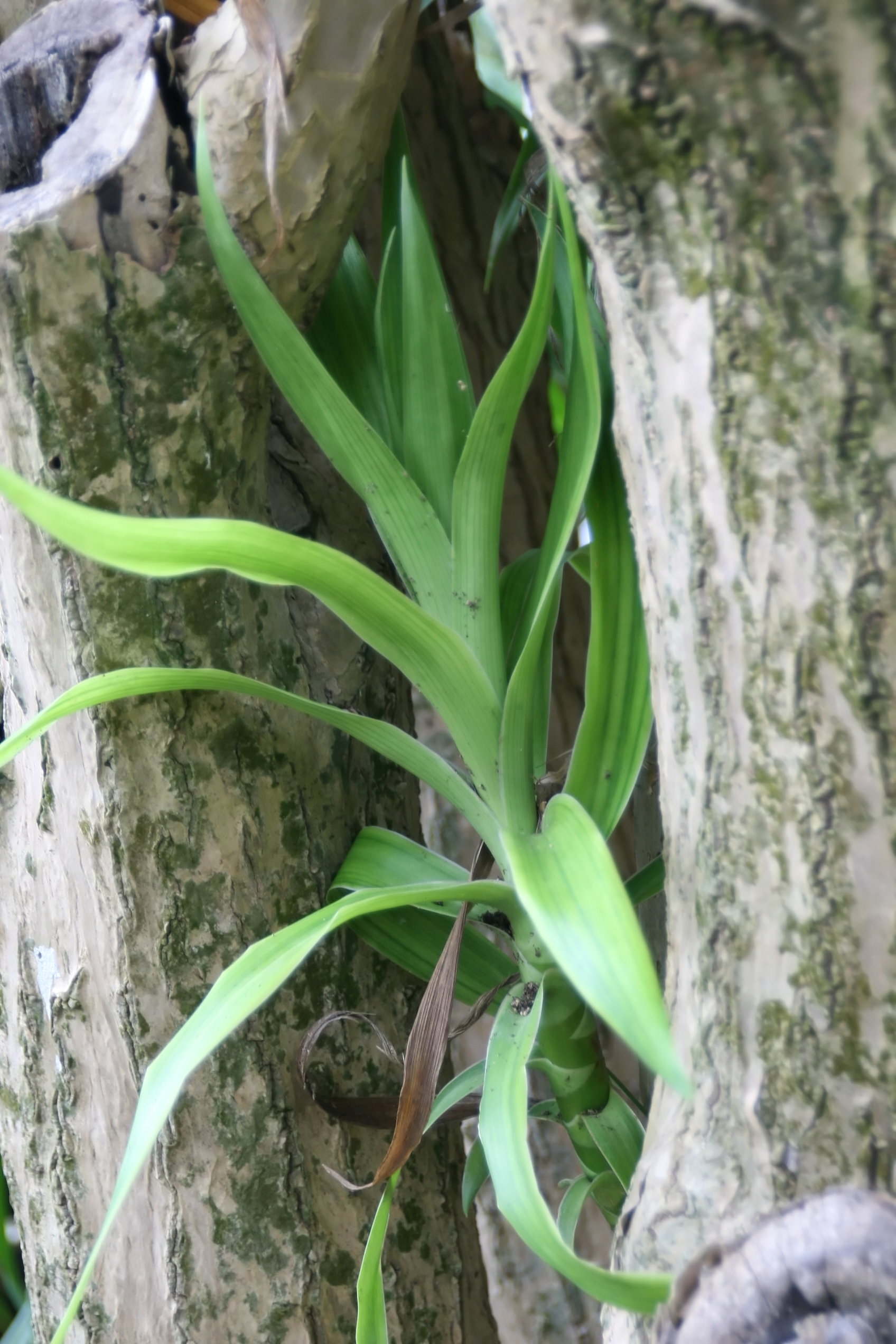
ドラセナ。葉には目立った葉柄はない
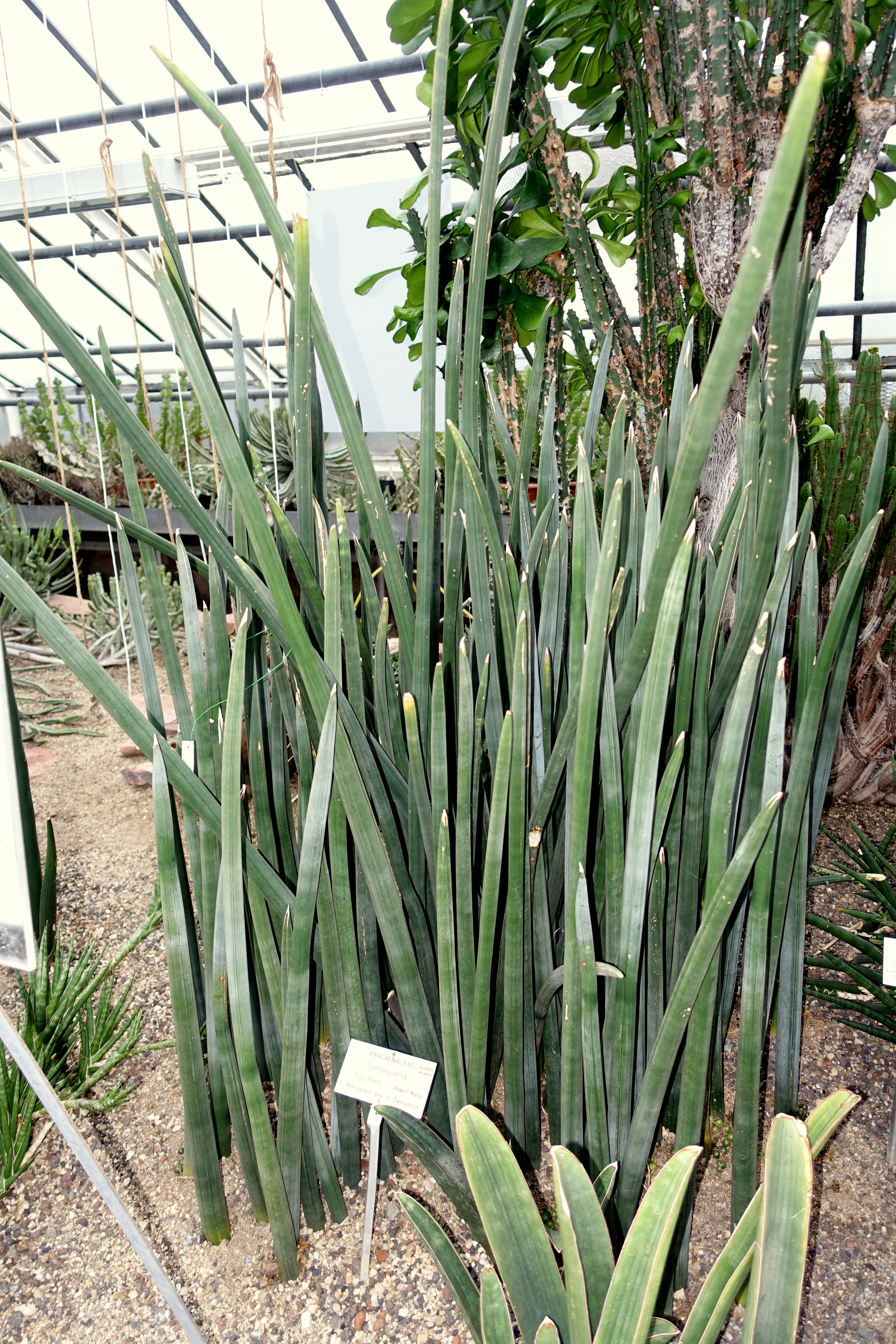
ドラセナ属の一種。草本植物も含まれる。
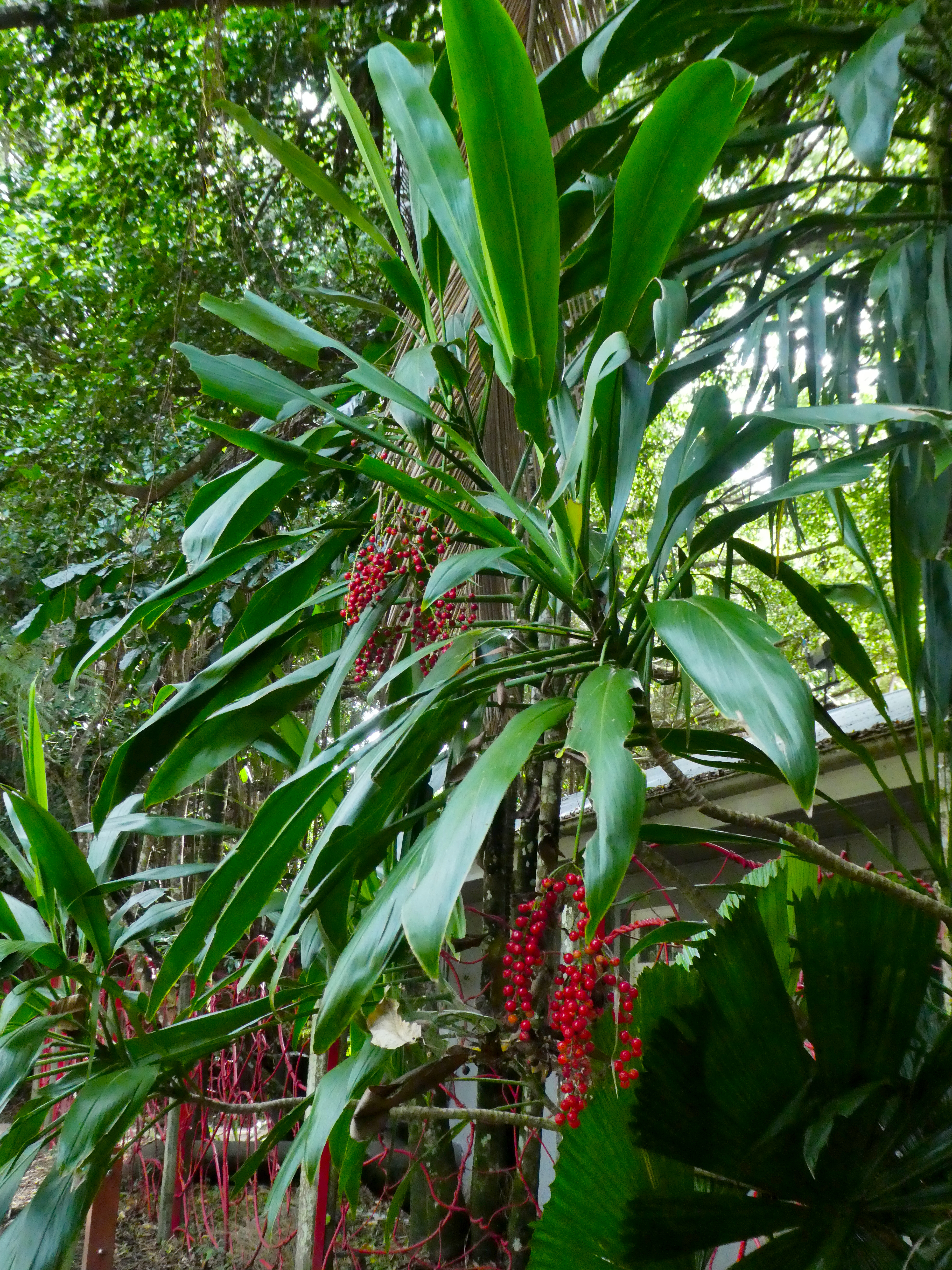
コルジリネ。葉には葉柄がみられる。
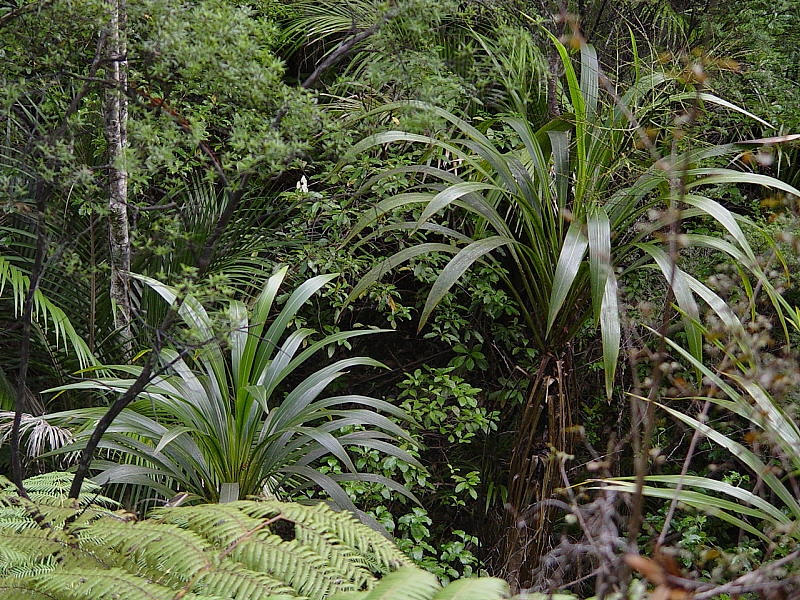
コルジリネ。